# 서울휘봉초등학교
서울휘봉초등학교(서울徽峰初等學校)는 대한민국 서울특별시 동대문구에 있는 초등학교이다.

## 학교 연혁
- 2005.12.29 학교 설립 인가
- 2006.01.06 초대 이해춘 교장 부임
- 2006.03.02 개교(29학급 편성)
- 2006.03.02 제1회 입학식(학생수 176명)
- 2006.05.10 개교식 및 교기 전수
- 2006.09.01 휘봉 슬기샘터(도서관) 개관
- 2007.02.14 제1회 졸업식(학생수 155명)
- 2007.03 ~ 2010.02 교원능력개발평가 선도학교 운영
- 2007.05 ~ 2009.05 학교 교유계획 우수학교 표창
- 2007.06.01 과학실 완공
- 2008.02.14 제2회 졸업식(학생수 150명)
- 2008.12.05 영어전용교실 설치
- 2009.02.13 제3회 졸업식(학생수 178명)
- 2009.12.30 학교 평가 우수학교 교육장 표창
- 2010.02.11 제4회 졸업식 (학생수 178명)
- 2010.03.01 2대 정완기 교장 부임
- 2010.03.02 입학식 (학생수 177명)
- 2010.03.31 누리채 화장실 환기통 환풍기 개수 공사
- 2010.04.24 운동장 연단(조회대) 차양막 공사
- 2010.07.25 마루채 1층 실내 스텐 셔터 설치 공사(2곳)
- 2010.09.17 가을 대운동회 실시
- 2010.10.18 방과후 돌봄교실 개관
- 2010.11.10 서울특별시교육청 지정 영어공교육 강화 선도학교 운영 보고회
- 2010.12.27 독서, 토론, 논술 우수학교 교육감 표창
- 2011.02.17 제5회 졸업식(남 80명, 여68명 계 148명 총 779명)
- 2011.03.01 39학급 편성(일반 38학급, 특수1학급 1040명)
- 2011.03.02 2011 입학식(6학급 152명)
- 2011.05.23 마루채, 누리채 벽면 <서울휘봉초등학교> 교명 부착 공사
- 2011.06.03 화장실 자동조명장치 설치공사
- 2011.06.13 누리채 3,4층 앞쪽 출입구 경사면 턱 공사(급식대 출입을 위한)
- 2011.08.23 마루채 1층 밖 천정 노출 배관 막이 텍스 공사
- 2011.11.17 휘봉교육가족 한마음 큰잔치 실시
- 2011.12.15 운동장 놀이기구 이전 및 재시공(안전도 검사 통과)
- 2011.12.27 2011청렴도평가 최우수기관(클린학교) 동부교육장 표창
- 2012.02.15 제6회 졸업식(남87명, 여107명 계 194명 총 970명)
- 2012.03.01 39학급 편성 (일반 38학급, 특수1학급, 979명)
- 2012.03.01 제3대 박건춘 교장 부임
- 2012.03.02 2012학년도 입학식 (6학급 152명)
- 2012.05.08 후문개선공사
- 2012.07.12 휘봉콘서트홀 조명, 방송장치 공사
- 2012.09.01 예방？회복？미래지행적 휘봉생활교육 시행
- 2012.09.27 가을 운동회 실시
- 2013.02.06 2012학년도 전환기 교육장배 6학년 긴줄넘기대회 준우승
- 2013.02.15 제7회 졸업식(남96명, 여96명 계192명 총 1162명)
- 2013.03.01 38학급 편성 (일반 37학급, 특수1학급, 총946명)
- 2013.03.04 2013 입학식(6학급 161명)
- 2014.02.15 제8회 졸업식

## 참고 자료
- 서울휘봉초등학교 - 한국교육학술정보원 학교알리미